# Матков
Матков (укр. Матків) — село в Козёвской сельской общине Стрыйского района Львовской области Украины.
Население по переписи 2001 года составляло 469 человек. Занимает площадь 12 км². Почтовый индекс — 82563.
В селе находится церковь Собора Пресвятой Богородицы, включённая в список всемирного наследия ЮНЕСКО.

## Население
- 1880—836 (4 кат, ост. гр.кат.)[1].
- 1921—1222 жителя.
- 1989—411 (220 муж., 191 жен.)[2]
- 2001—469[3].